# Streets of New York

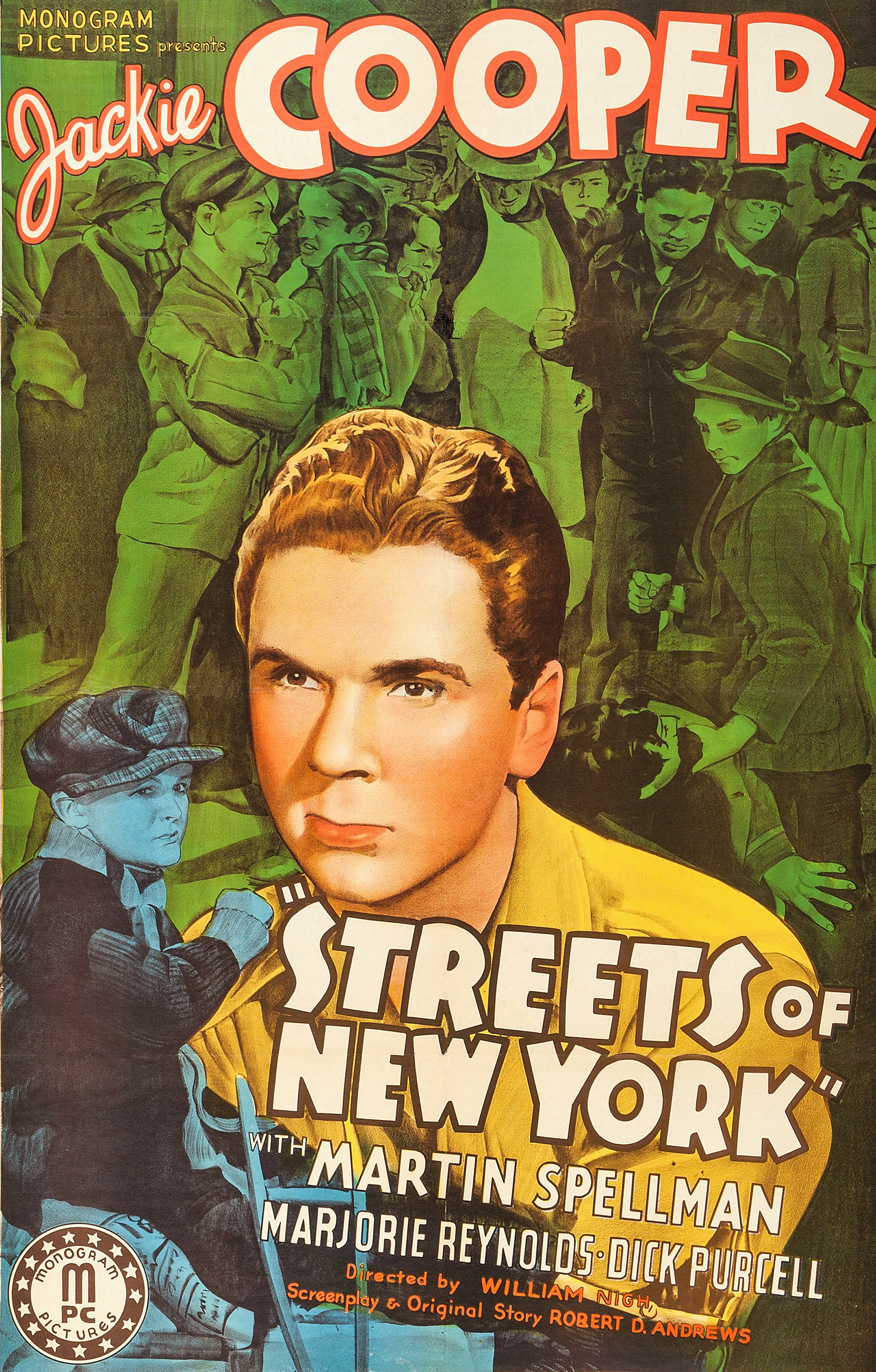
Affiche du film.

Pour le film de 1922, voir The Streets of New York (film).
Pour le téléfilm de 1939, voir The Streets of New York.
Streets of New York est un film américain réalisé par William Nigh, sorti en 1939.

## Fiche technique
- Titre : Streets of New York
- Titre alternatif : The Abraham Lincoln of the 4th Avenue[1]
- Réalisation : William Nigh
- Scénario : Robert Hardy Andrews
- Producteur : Scott R. Dunlap, William T. Lackey
- Photographie : Harry Neumann
- Montage : Russell F. Schoengarth
- Genre : Drame[2]
- Musique : Edward J. Kay
- Production : Monogram Pictures
- Durée : 73 minutes
- Date de sortie : 12 avril 1939

## Distribution

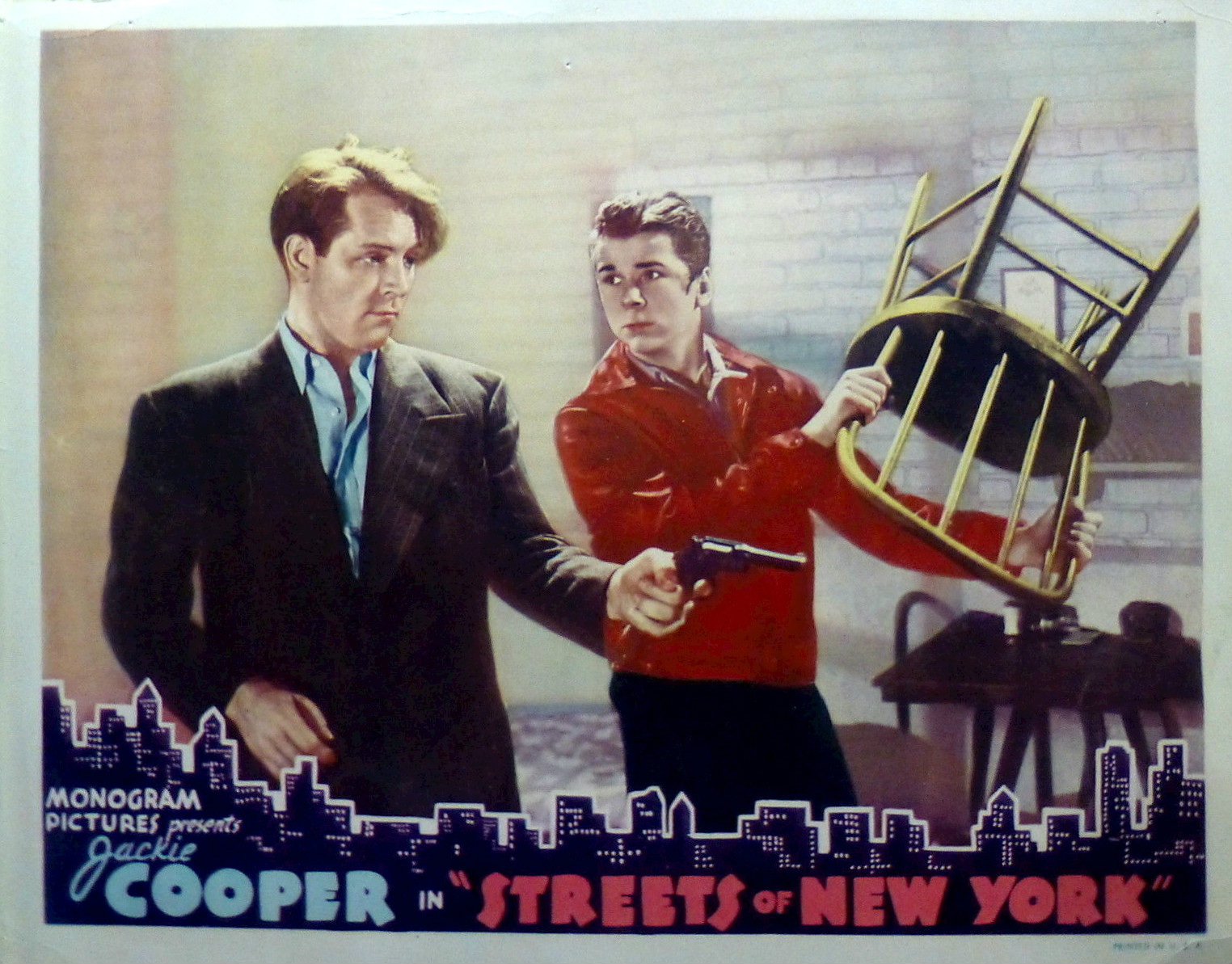
Carte promotionnelle du film.

- Jackie Cooper : James Michael "Jimmy" Keenan
- Martin Spellman : William McKinley "Gimpy" Smith
- Marjorie Reynolds : Anne Carroll
- Dick Purcell : T.P. 'Tap' Keenan
- George Cleveland : Pop O'Toole
- George Irving : Juge Carroll
- Robert Emmett O'Connor : officier de police Burke
- Sidney Miller : Jiggsy, newsboy
- David Durand : Spike Morgan
- Buddy Pepper : Flatfoot, newsboy